# Andrea Matarazzo
Angelo Andrea Tommaso Vincenzo Luigi Matarazzo (Castellabate, 1º gennaio 1865 – Torino, 13 settembre 1953) è stato un dirigente d'azienda e politico italiano.

## Biografia
Andrea Matarazzo nasce a Castellabate in provincia di Salerno, figlio del dottor Costabile Matarazzo e di Mariangela Jovane e fratello minore dell'industriale Francesco Matarazzo. Emigrato in Brasile nel 1890 avvia in quel paese una ramificata attività commerciale ed agricola con annessa attività di import-export. Ha fondato la "Fabbrica nazionale di cartucce e munizioni del Brasile", una delle più importanti nel settore delle armi, e la Metallurgica Matarazzo, definita all'epoca la più grande e moderna del sudamerica. È stato anche uno dei leader della comunità italiana in Brasile.